# Армия национального освобождения (Колумбия)

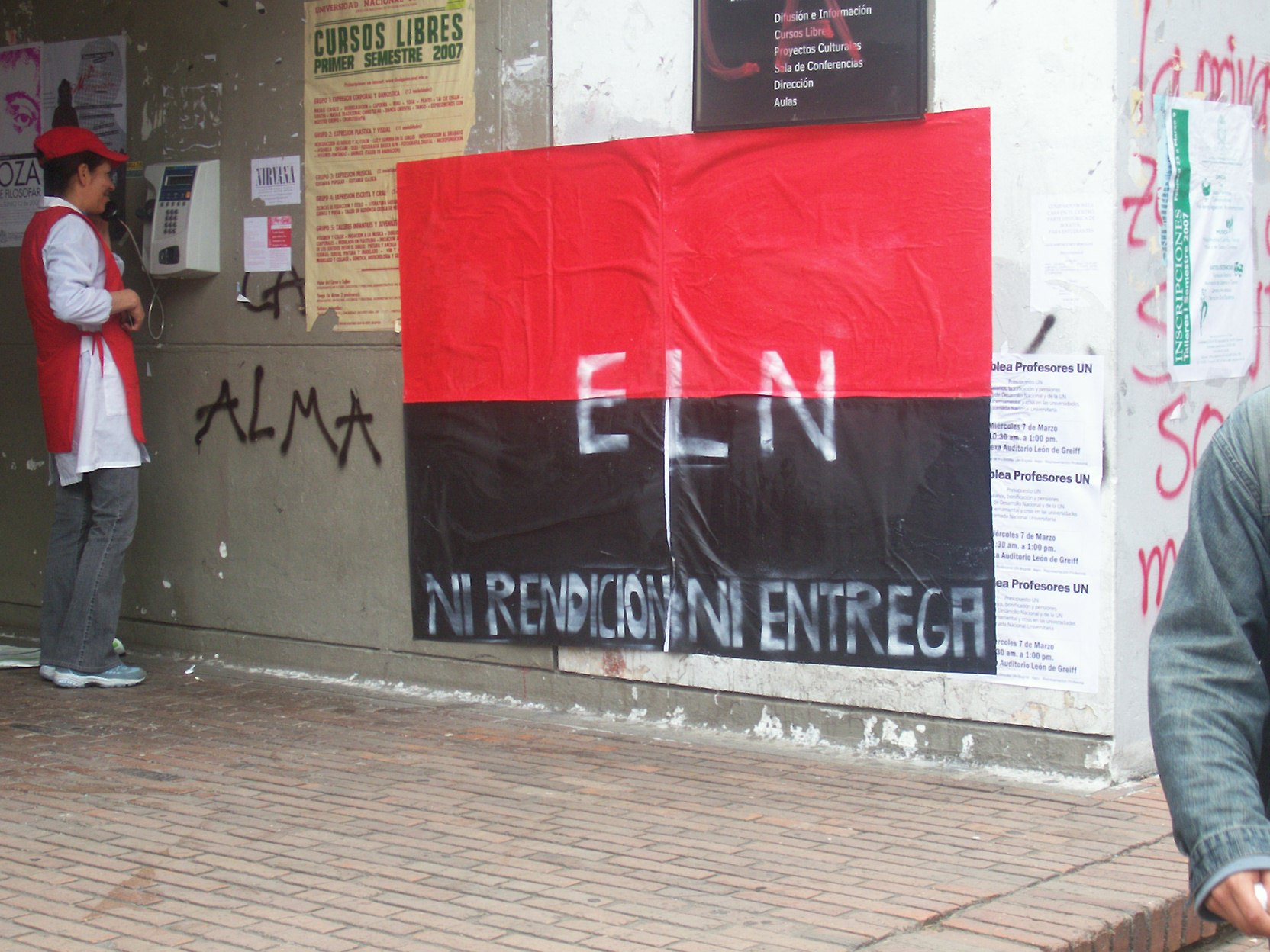
Флаг повстанцев Армии национального освобождения

Армия национального освобождения (исп. Ejército de Liberación Nacional, ELN) АНО — колумбийская леворадикальная организация, созданная в 1964 году.

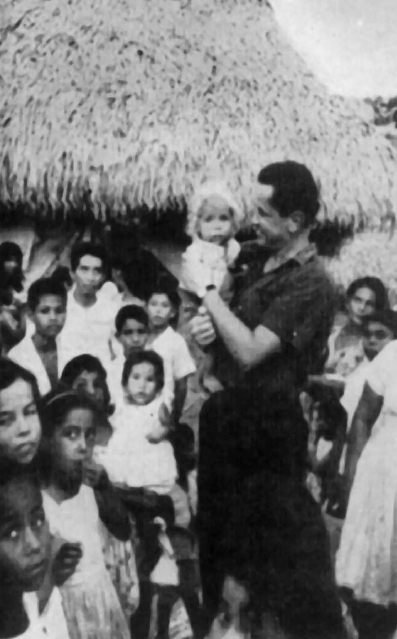
Камило Торрес с колумбийскими крестьянами

АНО является второй по численности вооруженной повстанческой группировкой в Колумбии, уступая первенство ФАРК, и имеет в своих рядах, по состоянию на 2013 год, до 3 тыс. бойцов. Идеология АНО включает в себя марксизм, геваризм и теологию освобождения.

## История
АНО была основана в 1964 году группой студентов, вернувшихся со стажировки на Кубе, и намеревалась импортировать в Колумбию революционную модель «Острова Свободы». Группа была основана студенческим руководителем Фабио Васкесом.
Преподобный отец Камило Торрес (хорошо известный как университетский профессор и сторонник равноправия и последовательный марксист, критически относившийся к социальной несправедливости в Колумбии), будучи сторонником теологии освобождения, присоединился к группе для претворения идей на практике, через революционную борьбу. Однако Торрес погиб в своем первом бою при нападении на патруль и стал важным символом, как для организации, так и для других священников, последовавших его примеру.
После неудач и поражений в начале 1970-х, отец Мануэль Перес стал одним из руководителей АНО, которым и оставался до своей смерти в 1998 году. Считается, что именно Мануэлю Пересу принадлежит одна из главнейших ролей в формировании окончательной идеологии, которая представляет собой смесь геваризма и теологии освобождения, призванную решить проблему социальной несправедливости, бедности и политической нестабильности в традициях христианства и коммунизма, используя при этом методы партизанской войны.
В ходе выполнения операции «Анори» с 1973 по 1974 силам АНО был нанесен серьёзный ущерб, но она смогла избежать уничтожения. АНО выдержала и сумела восстановиться.
АНО участвовала в обсуждении возможности присоединения к мирным переговорам, проводимых правительством Андреса Пастраны с 1998 по 2002 год с ФАРК, но правительственная инициатива создания демилитаризованной зоны на юге департамента Боливар для АНО была остановлена под давлением ультраправых Объединённых сил самообороны Колумбии.
Объединёнными силами самообороны Колумбии и другими «эскадронами смерти», инициированными правительством Альваро Урибе, а также усилением военных операций колумбийской армии был нанесен существенный ущерб АНО.
Переговоры с правительством продолжались в течение первых лет президентства Альваро Урибе, но в конечном счете были прекращены из-за взаимного недоверия. Только в середине 2004 года АНО и правительство осуществили ряд шагов при посредничестве правительства Мексики, что привело ко второму раунду переговоров.
24 июля 2004 года АНО похитила епископа римской католической церкви, который был освобождён 27 июля после осуждения похищения организацией «Международная Амнистия» и римским папой Иоанном Павлом II.
В декабре 2005 года АНО и колумбийское правительство начали новый раунд переговоров на Кубе, на которых присутствовал военный руководитель АНО Антонио Гарсиа, также известный как Франсиско Галан и Рамиро Варгас. Это считали прямым результатом трех месяцев предыдущих консультаций. Переговоры закончились к 22 декабря, и обе стороны согласились встретиться снова в январе 2006 года.
23 марта АНО освободила колумбийского солдата, которого пленили 25 февраля, передав его в Международный Комитет Красного Креста в качестве жеста доброй воли.
В конце августа 2013 года президент Колумбии Хуан Мануэль Сантос заявил о готовности начать мирные переговоры с АНО. Предложение Сантоса было озвучено вскоре после того, как АНО освободила канадского геолога, находившегося в заложниках около семи месяцев.
В ноябре 2022 года власти Колумбии объявили о начале диалога с АНО, но 17 января 2025 года президент Колумбии Густаво Петро объявил о приостановке мирных переговоров с АНО из-за столкновений в регионе Кататумбо боевиков этой группировки с другими вооруженными группировками, образованными бывшими членами ФАРК. Жертвами этого конфликта стали десятки человек, более 10 тыс. были вынуждены покинуть свои дома. 21 января 2025 года Густаво Петро объявил в этой связи чрезвычайное положение в стране.

## Сотрудничество с ФАРК
В своей деятельности АНО сотрудничает с ФАРК. Согласно отчёту Управления Верховного комиссара ООН по правам человека, «в течение 2004 года ФАРК и АНО провели серию атак на мирное население, включая случаи убийств гражданских лиц и похищений людей со стороны ФАРК».
26 мая 2008 года АНО написала письмо секретариату ФАРК, ища сотрудничества с наибольшей группой партизан Колумбии, чтобы преодолеть «трудности, которые мы испытываем в сегодняшнем колумбийском повстанческом движении».

## Международное отношение
Вслед за правым правительством Колумбии, Государственный департамент США причисляет АНО к иностранным террористическим организациям. В апреле 2004 года и Европейский союз добавил АНО в список террористических организаций.

## Доходы
Основным источником доходов группировки являются выкупы за похищенных иностранцев. В ноябре 2016 года был похищен гражданин России Арсен Восканян, который собирал находящихся под угрозой исчезновения ядовитых лягушек в джунглях на северо-западе страны, в департаменте Чоко. В апреле 2017 года Восканян был застрелен при попытке к бегству.

## Благотворительность
АНО часто занимается различной благотворительностью, последний раз ими была организована раздача еды 27 декабря 2024 года в честь рождества